# レイラ・ジョージ
レイラ・ジョージ・ドノフリオ（Leila George D'Onofrio、1992年3月20日 - ）は、アメリカ合衆国とオーストラリアの女優。

## 来歴
父はアメリカ合衆国の俳優兼プロデューサーのヴィンセント・ドノフリオ、母はイタリア系オーストラリア人の女優・グレタ・スカッキの娘として、1992年にオーストラリアのシドニーに生まれる。
翌1993年に両親は別れ、幼少期から20歳頃まで母のいるイギリスで育ち、2011年から生まれ故郷オーストラリアや父のいるニューヨークに進学した。
2016年より、女優業を始める。

## 人物
2020年7月30日に俳優ショーン・ペンと結婚したが、2021年10月15日に離婚を申請した。

## フィルモグラフィー

### 映画
| 年   | 邦題/原題                                   | 役名                       | 備考 |
| ---- | ------------------------------------------- | -------------------------- | ---- |
| 2018 | 移動都市/モータル・エンジン Mortal Engines  | キャサリン・ヴァレンタイン |      |
| 2019 | ビリー・ザ・キッド 孤高のアウトロー The Kid | サラ・カットラー           |      |
| 2019 | The Long Home                               | Edna Hodges                |      |

### テレビシリーズ
| 年   | 邦題/原題                      | 役名          | 備考 |
| ---- | ------------------------------ | ------------- | ---- |
| 2016 | スリープ・ウィズ・ヴァンパイア | Leah Lewisohn |      |
| 2016 | アニマル・キングダム           | Janine        |      |